# 157-й меридіан західної довготи
157-й меридіан західної довготи — лінія довготи, що лежить на 157 градусів західніше Гринвіцького меридіана. Вона проходить від Північного полюса через Північний Льодовитий океан, Північну Америку, Тихий океан, Південний океан та Антарктиду до Південного полюса.
157-й меридіан західної довготи формує велике коло разом із 23-тім меридіаном східної довготи.

## Список географічних об'єктів, що перетинає 157° зх. д.
Починаючи на Північному полюсі та рухаючись до Південного полюса, 157-й меридіан західної довготи проходить через:
| Координати                                                   | Країна, територія або море | Примітки                                                  |
| ------------------------------------------------------------ | -------------------------- | --------------------------------------------------------- |
| 90°0′ пн. ш. 157°0′ зх. д. / 90.000° пн. ш. 157.000° зх. д.  | Північний Льодовитий океан |                                                           |
| 71°12′ пн. ш. 157°0′ зх. д. / 71.200° пн. ш. 157.000° зх. д. | США                        | Аляска                                                    |
| 56°54′ пн. ш. 157°0′ зх. д. / 56.900° пн. ш. 157.000° зх. д. | Тихий океан                |                                                           |
| 56°33′ пн. ш. 157°0′ зх. д. / 56.550° пн. ш. 157.000° зх. д. | США                        | Аляска — проходить через острів Сутвік[en]                |
| 56°32′ пн. ш. 157°0′ зх. д. / 56.533° пн. ш. 157.000° зх. д. | Тихий океан                | Проходить західніше островів Семіді[en], Аляска, США      |
| 21°11′ пн. ш. 157°0′ зх. д. / 21.183° пн. ш. 157.000° зх. д. | США                        | Гаваї — проходить через острів Молокаї                    |
| 21°5′ пн. ш. 157°0′ зх. д. / 21.083° пн. ш. 157.000° зх. д.  | Тихий океан                | Протока Калохі[en]                                        |
| 20°56′ пн. ш. 157°0′ зх. д. / 20.933° пн. ш. 157.000° зх. д. | США                        | Гаваї — проходить через острів Ланаї                      |
| 20°50′ пн. ш. 157°0′ зх. д. / 20.833° пн. ш. 157.000° зх. д. | Тихий океан                |                                                           |
| 60°0′ пд. ш. 157°0′ зх. д. / 60.000° пд. ш. 157.000° зх. д.  | Південний океан            |                                                           |
| 77°20′ пд. ш. 157°0′ зх. д. / 77.333° пд. ш. 157.000° зх. д. | Антарктида                 | Проходить через Територію Росса (претендує Нова Зеландія) |